# Olympische Sommerspiele 1976/Leichtathletik – 400 m (Männer)

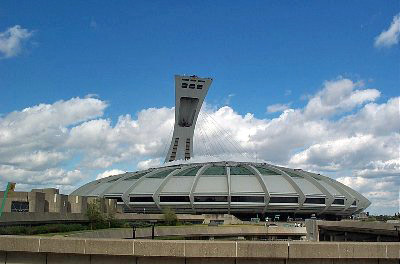
Das Olympiastadion in Montreal

Der 400-Meter-Lauf der Männer bei den Olympischen Spielen 1976 in Montreal wurde am 26., 28. und 29. Juli 1976 im Olympiastadion Montreal ausgetragen. 44 Athleten nahmen teil.
Olympiasieger wurde der Kubaner Alberto Juantorena. Er gewann vor den US-Amerikanern Fred Newhouse und Herman Frazier.
Während Läufer aus der DDR, der Schweiz, Österreich und Liechtenstein nicht teilnahmen, gingen drei Athleten aus der Bundesrepublik Deutschland an den Start. Sowohl Bernd Herrmann als auch Franz-Peter Hofmeister und Karl Honz erreichten das Halbfinale und schieden dort aus.

## Bestehende Rekorde
| Weltrekord         | 43,86 s | Lee Evans ( USA) | Finale OS Mexiko-Stadt, Mexiko | 18. Oktober 1968 |
| Olympischer Rekord | 43,86 s | Lee Evans ( USA) | Finale OS Mexiko-Stadt, Mexiko | 18. Oktober 1968 |

Anmerkung:
Im Offiziellen Report wird als Welt- und Olympiarekord eine Zeit von 43,81 s angegeben. Alle anderen Quellen weisen jedoch den hier angegebenen Wert aus.
Der bestehende olympische Rekord wurde bei diesen Spielen nicht erreicht. Im schnellsten Rennen, dem Finale, verfehlte der kubanische Olympiasieger Alberto Juantorena den Rekord um vier Zehntelsekunden.

## Durchführung des Wettbewerbs
Die Athleten traten am 26. Juli zu sechs Vorläufen an. Die jeweils fünf Laufbesten – hellblau unterlegt – und die nachfolgend zwei Zeitschnellsten – hellgrün unterlegt – kamen ins Viertelfinale am selben Tag. Hieraus erreichten die jeweils vier Laufbesten – wiederum hellblau unterlegt – das Halbfinale am 28. Juli, aus dem sich ebenfalls die vier Laufbesten – hellblau unterlegt – für das Finale qualifizierten, das am 29. Juli stattfand.

## Zeitplan
26. Juli, 11:00 Uhr: Vorläufe

26. Juli, 15:15 Uhr: Viertelfinale

28. Juli, 15:20 Uhr: Halbfinale

29. Juli, 16:00 Uhr: Finale
Anmerkung:
Alle Zeiten sind in Ortszeit Montreal (UTC−5) angegeben.

## Vorrunde
Datum: 26. Juli 1976, ab 11:00 Uhr

### Vorlauf 1
| Platz | Name              | Nation     | Zeit    |
| ----- | ----------------- | ---------- | ------- |
| 1     | Herman Frazier    | USA        | 46,09 s |
| 2     | Michael Sands     | Bahamas    | 46,52 s |
| 3     | Zbigniew Jaremski | Polen      | 46,68 s |
| 4     | Peter Grant       | Australien | 47,03 s |
| 5     | Bryan Saunders    | Kanada     | 47,24 s |
| 6     | Carlos Noroña     | Kuba       | 48,46 s |
| 7     | Hamil Grimes      | Barbados   | 49,24 s |
| 8     | Wilfrid Cyriaque  | Haiti      | 51,49 s |

### Vorlauf 2
| Platz | Name               | Nation            | Zeit    |
| ----- | ------------------ | ----------------- | ------- |
| 1     | Fred Newhouse      | USA               | 45,42 s |
| 2     | Rick Mitchell      | Australien        | 46,11 s |
| 3     | Jan Werner         | Polen             | 46,19 s |
| 4     | Alfonso Di Guida   | Italien           | 46,52 s |
| 5     | Leighton Priestley | Jamaika           | 46,74 s |
| 6     | Don Domansky       | Kanada            | 47,24 s |
| 7     | Errol Thurton      | Britisch Honduras | 48,91 s |
| 8     | Ahmed Al-Assiri    | Saudi-Arabien     | 49,72 s |

### Vorlauf 3
| Platz | Name              | Nation         | Zeit    |
| ----- | ----------------- | -------------- | ------- |
| 1     | Maxie Parks       | USA            | 46,12 s |
| 2     | Delmo da Silva    | Brasilien      | 47,21 s |
| 3     | Iván Mangual      | Puerto Rico    | 47,39 s |
| 4     | Karl Honz         | BR Deutschland | 47,47 s |
| 5     | Eddy Gutiérrez    | Kuba           | 47,89 s |
| 6     | Renelda Swan      | Bermuda        | 49,13 s |
| DNS   | Tony Moore        | Fidschi        |         |
| DNS   | Stavros Tziortzis | Griechenland   |         |

### Vorlauf 4
| Platz | Name                   | Nation                   | Zeit    |
| ----- | ---------------------- | ------------------------ | ------- |
| 1     | Alfons Brydenbach      | Belgien                  | 46,73 s |
| 2     | Jerzy Pietrzyk         | Polen                    | 46,92 s |
| 3     | Franz-Peter Hofmeister | BR Deutschland           | 47,17 s |
| 4     | Ossi Karttunen         | Finnland                 | 47,22 s |
| 5     | Glenn Bogue            | Kanada                   | 47,42 s |
| 6     | Raymond Heerenveen     | Niederländische Antillen | 47,44 s |
| 7     | Wavala Kali            | Papua-Neuguinea          | 48,85 s |
| 8     | Ricardo Larios         | Nicaragua                | 50,52 s |

### Vorlauf 5
| Platz | Name              | Nation              | Zeit    |
| ----- | ----------------- | ------------------- | ------- |
| 1     | David Jenkins     | Großbritannien      | 46,60 s |
| 2     | Bernd Herrmann    | BR Deutschland      | 46,99 s |
| 3     | Josip Alebić      | Jugoslawien         | 47,03 s |
| 4     | Markku Kukkoaho   | Finnland            | 47,67 s |
| 5     | Charles Joseph    | Trinidad und Tobago | 47,72 s |
| 6     | Samba Dièye       | Senegal             | 47,98 s |
| 7     | Bjarni Stefánsson | Island              | 48,34 s |

### Vorlauf 6
| Platz | Name               | Nation              | Zeit    |
| ----- | ------------------ | ------------------- | ------- |
| 1     | Mike Solomon       | Trinidad und Tobago | 47,29 s |
| 2     | Glen Cohen         | Großbritannien      | 47,77 s |
| 3     | Alberto Juantorena | Kuba                | 47,89 s |
| 4     | Alfred Daley       | Jamaika             | 48,04 s |
| 5     | Fred Sowerby       | Antigua und Barbuda | 48,12 s |
| 7     | Avognan Nogboun    | Elfenbeinküste      | 48,24 s |
| 8     | José Carvalho      | Portugal            | 48,47 s |

## Viertelfinale
Datum: 26. Juli 1976, ab 15:15 Uhr

### Lauf 1
| Platz | Name              | Nation         | Zeit    |
| ----- | ----------------- | -------------- | ------- |
| 1     | Herman Frazier    | USA            | 46,52 s |
| 2     | Alfons Brydenbach | Belgien        | 46,56 s |
| 3     | Karl Honz         | BR Deutschland | 46,94 s |
| 4     | Alfonso Di Guida  | Italien        | 47,07 s |
| 5     | Ossi Karttunen    | Finnland       | 47,45 s |
| 6     | Peter Grant       | Australien     | 47,69 s |
| 7     | Alfred Daley      | Jamaika        | 48,46 s |
| 8     | Glenn Bogue       | Kanada         | 48,98 s |

### Lauf 2
| Platz | Name               | Nation              | Zeit    |
| ----- | ------------------ | ------------------- | ------- |
| 1     | Rick Mitchell      | Australien          | 45,76 s |
| 2     | Alberto Juantorena | Kuba                | 45,92 s |
| 3     | Jerzy Pietrzyk     | Polen               | 46,30 s |
| 4     | Bryan Saunders     | Kanada              | 46,42 s |
| 5     | Leighton Priestley | Jamaika             | 46,45 s |
| 6     | Michael Sands      | Bahamas             | 46,48 s |
| 7     | Iván Mangual       | Puerto Rico         | 46,56 s |
| 8     | Charles Joseph     | Trinidad und Tobago | 46,61 s |

### Lauf 3
| Platz | Name            | Nation              | Zeit    |
| ----- | --------------- | ------------------- | ------- |
| 1     | Mike Solomon    | Trinidad und Tobago | 45,83 s |
| 2     | Jan Werner      | Polen               | 45,88 s |
| 3     | Maxie Parks     | USA                 | 45,99 s |
| 4     | Bernd Herrmann  | BR Deutschland      | 46,07 s |
| 5     | Markku Kukkoaho | Finnland            | 46,24 s |
| 6     | Eddy Gutiérrez  | Kuba                | 46,65 s |
| 7     | Glen Cohen      | Großbritannien      | 47,67 s |
| DNS   | Don Domansky    | Kanada              |         |

### Lauf 4

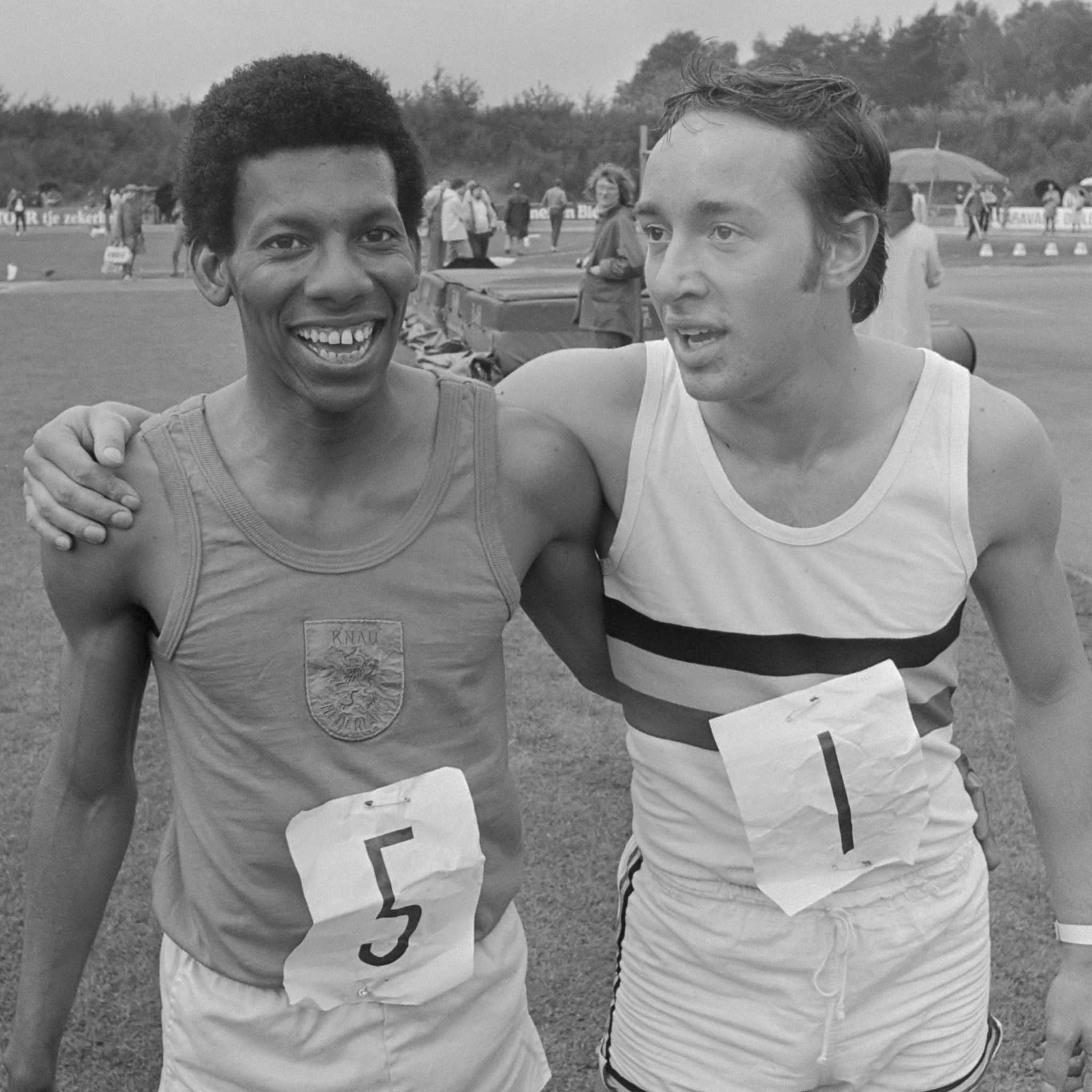
Raymond Heerenveen (links) erreichte als Achter des vierten Viertelfinals nicht das Semifinale

| Platz | Name                   | Nation                   | Zeit    |
| ----- | ---------------------- | ------------------------ | ------- |
| 1     | Fred Newhouse          | USA                      | 45,97 s |
| 2     | David Jenkins          | Großbritannien           | 46,18 s |
| 3     | Franz-Peter Hofmeister | BR Deutschland           | 46,20 s |
| 4     | Delmo da Silva         | Brasilien                | 46,48 s |
| 5     | Josip Alebić           | Jugoslawien              | 46,94 s |
| 6     | Zbigniew Jaremski      | Polen                    | 47,10 s |
| 7     | Fred Sowerby           | Antigua und Barbuda      | 48,03 s |
| 8     | Raymond Heerenveen     | Niederländische Antillen | 48,88 s |

## Halbfinale
Datum: 28. Juli 1976, ab 15:20 Uhr

### Lauf 1
| Platz | Name               | Nation         | Zeit    |
| ----- | ------------------ | -------------- | ------- |
| 1     | Alberto Juantorena | Kuba           | 45,10 s |
| 2     | Alfons Brydenbach  | Belgien        | 45,28 s |
| 3     | Maxie Parks        | USA            | 45,61 s |
| 4     | Rick Mitchell      | Australien     | 45,69 s |
| 5     | Bernd Herrmann     | BR Deutschland | 45,94 s |
| 6     | Bryan Saunders     | Kanada         | 46,46 s |
| 7     | Alfonso Di Guida   | Italien        | 46,50 s |
| 8     | Delmo da Silva     | Brasilien      | 46,69 s |

### Lauf 2

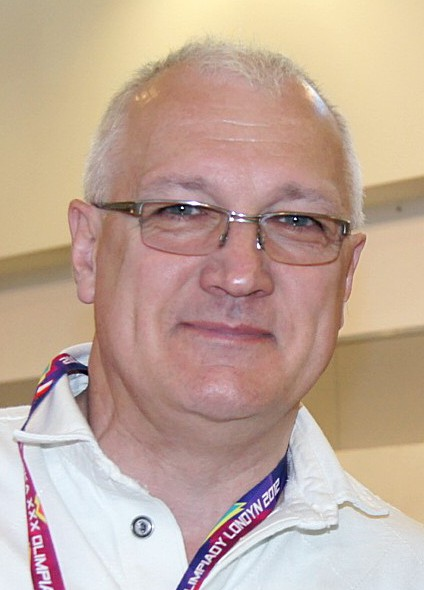
Jerzy Pietrzyk (Foto: 2012) schied als Fünfter des zweiten Halbfinals aus

| Platz | Name                   | Nation              | Zeit    |
| ----- | ---------------------- | ------------------- | ------- |
| 1     | Fred Newhouse          | USA                 | 44,89 s |
| 2     | David Jenkins          | Großbritannien      | 45,20 s |
| 3     | Herman Frazier         | USA                 | 45,24 s |
| 4     | Jan Werner             | Polen               | 45,44 s |
| 5     | Jerzy Pietrzyk         | Polen               | 45,65 s |
| 6     | Franz-Peter Hofmeister | BR Deutschland      | 46,05 s |
| 7     | Mike Solomon           | Trinidad und Tobago | 46,20 s |
| 8     | Karl Honz              | BR Deutschland      | 46,63 s |

## Finale

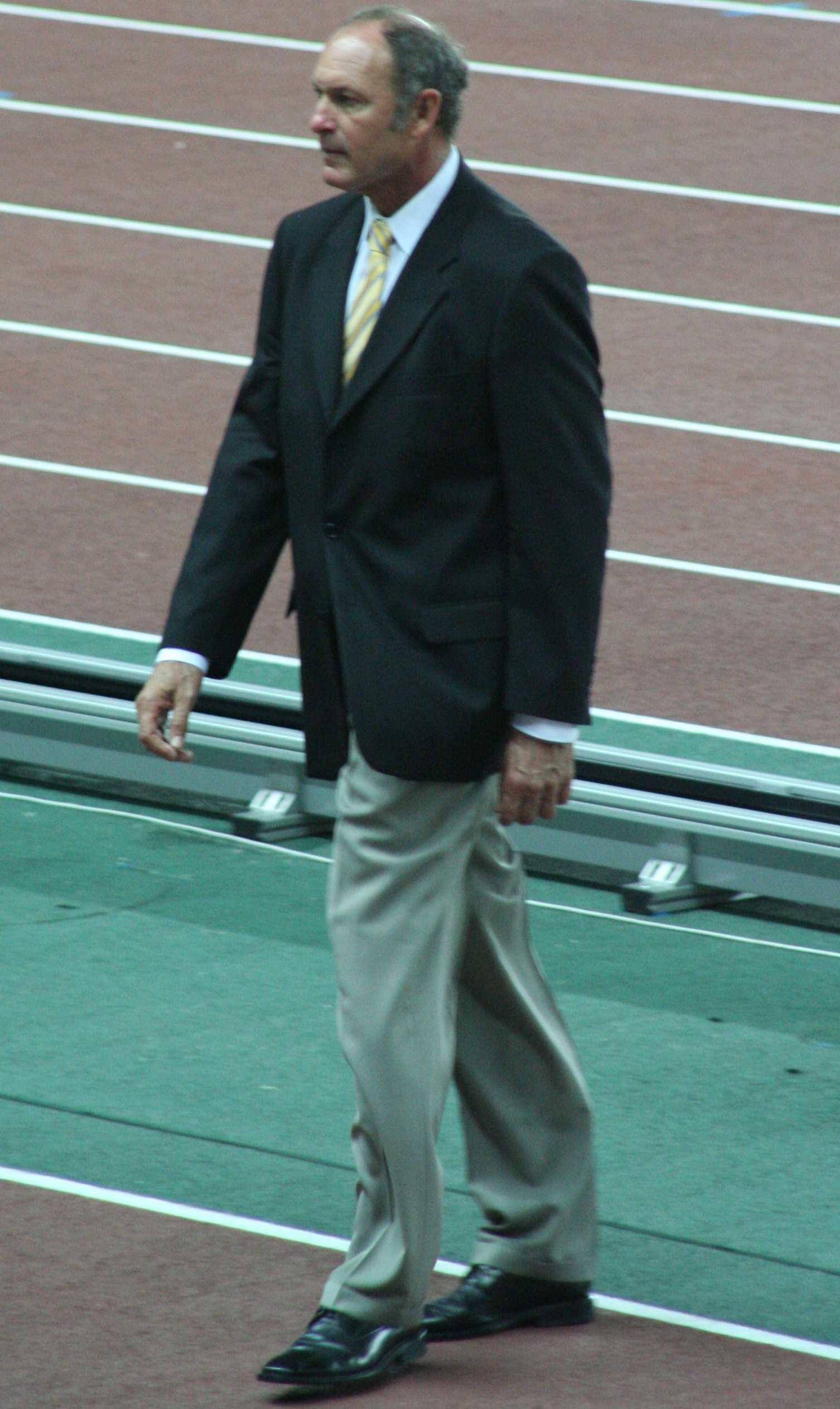
Vier Tage nach seinem Sieg über 800 Meter gewann Alberto Juantorena (hier im Jahr 2007) seine zweite Goldmedaille
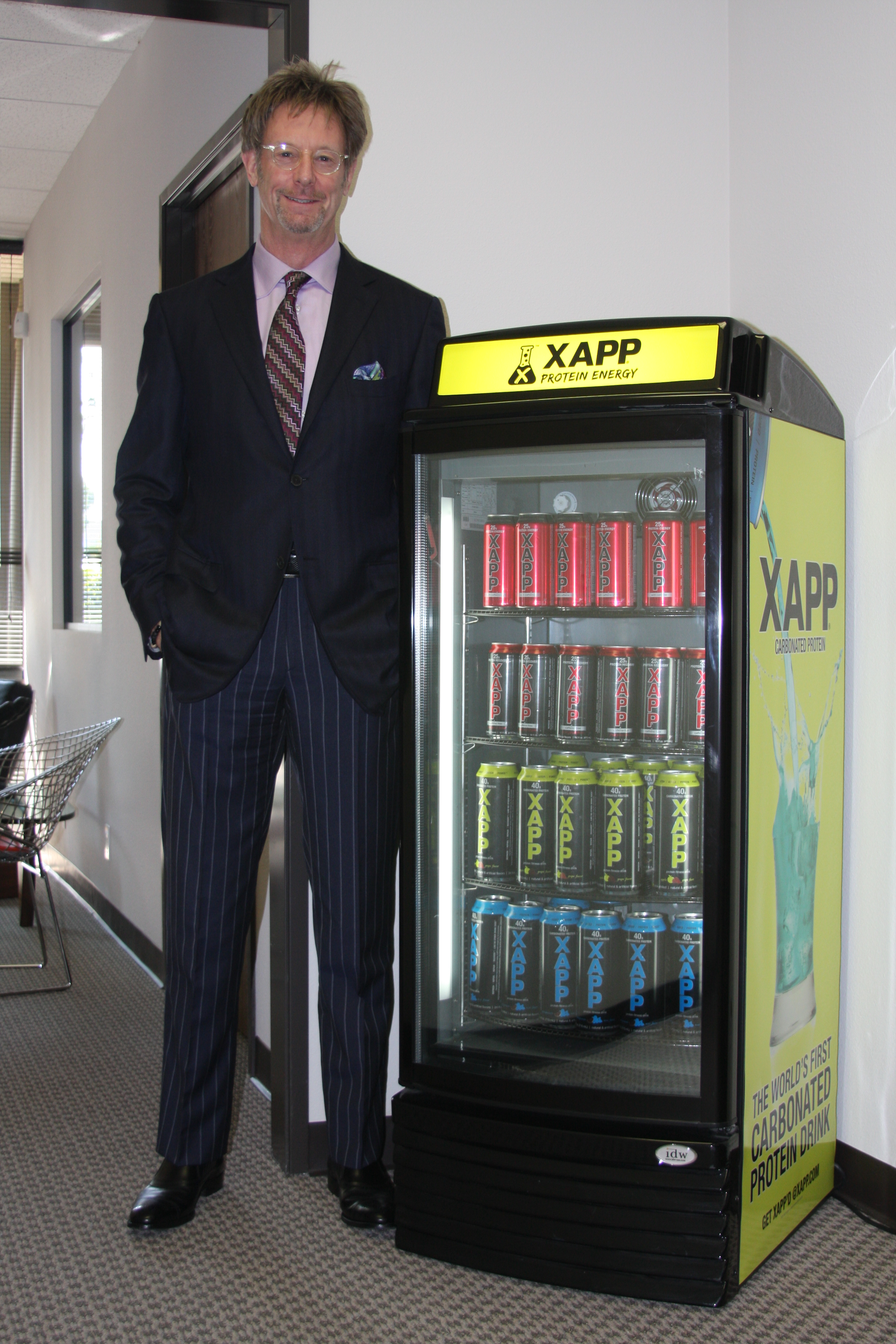
David Jenkins (Foto: 2011) – 1971 Europameister und 1974 Vizeeuropa- meister – erreichte Platz sieben

Datum: 29. Juli 1976, 16:00 Uhr
| Platz | Name               | Nation         | Zeit    |
| ----- | ------------------ | -------------- | ------- |
| 1     | Alberto Juantorena | Kuba           | 44,26 s |
| 2     | Fred Newhouse      | USA            | 44,40 s |
| 3     | Herman Frazier     | USA            | 44,95 s |
| 4     | Alfons Brydenbach  | Belgien        | 45,04 s |
| 5     | Maxie Parks        | USA            | 45,24 s |
| 6     | Rick Mitchell      | Australien     | 45,40 s |
| 7     | David Jenkins      | Großbritannien | 45,57 s |
| 8     | Jan Werner         | Polen          | 45,63 s |

Die drei US-Läufer Herman Frazier, Fred Newhouse und Maxie Parks galten als die Herausforderer des Kubaners Alberto Juantorena, der mit Topzeiten nahe der 44-Sekunden-Marke die Bestenlisten dominierte.
Newhouse und Parks gingen das Rennen schnell an. Zur Hälfte des Rennens hatte Newhouse einen Vorsprung von ca. drei Metern. Doch dieser Vorsprung schmolz mehr und mehr zusammen. Zu Beginn der Zielgeraden war Juantorena fast aufgelaufen, während Parks hinter den beiden zurückgefallen war und nun mit dem Belgier Alfons Brydenbach und Frazier um die Bronzemedaille kämpfte. Dieses Duell entschied Herman Frazier für sich und wurde Dritter vor Alfons Brydenbach und Maxie Parks. Im Zweikampf ganz vorn um den Olympiasieg setzte sich Alberto Juantorena auf den letzten zwanzig Metern durch. Silber ging an Fred Newhouse.
Alberto Juantorena gewann als erster Kubaner olympisches Gold in dieser Disziplin. Es war zugleich die erste kubanische Medaille im 400-Meter-Lauf der Männer.

Juantorena war mit diesem Sieg der erste Athlet, der bei Olympischen Spielen einen Doppelsieg über 400 und 800 Meter erzielen konnte. Nur bei den Olympischen Zwischenspielen 1906 in Athen war dem US-Läufer Paul Pilgrim dasselbe Kunststück gelungen.

## Videolinks
- 1976 Olympics Men's 400m Final, youtube.com, abgerufen am 11. Dezember 2017
- Alberto Juantorena 800m and 400m Olympic double 1976, youtube.com, abgerufen am 8. Oktober 2021